# Wikipédia en soundanais
Wikipédia en soundanais (en soundanais : Wikipédia basa Sunda) est l’édition de Wikipédia en soundanais, langue malayo-polynésienne occidentale parlée en Indonésie. L'édition est lancée officiellement en octobre 2003, mais dans les faits en mars 2004. Son code est : su.
Au 21 mars 2025, l'édition en soundanais contient 61 991 articles et compte 33 337 contributeurs, dont 74 contributeurs actifs et 7 administrateurs.

## Présentation

Distribution du soundanais en Indonésie.

## Statistiques
- Le 5 mars 2015, l'édition en soundanais compte 17 857 articles et 12 983 utilisateurs enregistrés[2], ce qui en fait la 107e[3] édition linguistique de Wikipédia par le nombre d'articles et la 117e[4] par le nombre d'utilisateurs enregistrés, parmi les 287 éditions linguistiques actives.
- Le 2 novembre 2022, elle contient 61 310 articles et compte 28 784 contributeurs, dont 55 contributeurs actifs et 7 administrateurs.
- Le 20 août 2024, elle contient 61 789 articles et compte 32 254 contributeurs, dont 47 contributeurs actifs et 7 administrateurs.